# Kiekkijärvi
Kiekkijärvi är en sjö i Finland. Den ligger i kommunen Posio i landskapet Lappland, i den norra delen av landet, 700 km norr om huvudstaden Helsingfors. Kiekkijärvi ligger 276,3 meter över havet. Arean är 1,7 kvadratkilometer och strandlinjen är 11,87 kilometer lång. Sjön  ingår i Kemi älvs huvudavrinningsområde.   
I övrigt finns följande vid Kiekkijärvi:
- Ailanganselkä (en ås)